# 勒马斯德唐斯
勒马斯德唐斯（法語：Le Mas-de-Tence，法語發音：[lə ma(s) də tɑ̃s]）是法国上卢瓦尔省的一个市镇，属于伊桑若区。

## 地理
勒马斯德唐斯（45°7'17"N, 4°21'34"E）面积12.83 平方千米，位于法国奥弗涅-罗讷-阿尔卑斯大区上盧瓦爾省，该省份为法国中南部省份，北起多姆山省和卢瓦尔省，西接康塔爾省，南至洛泽尔省，东临阿尔代什省。
与勒马斯德唐斯接壤的市镇（或旧市镇、城区）包括：德韦塞、维瓦赖地区圣安德烈、蒙勒加尔、唐斯。

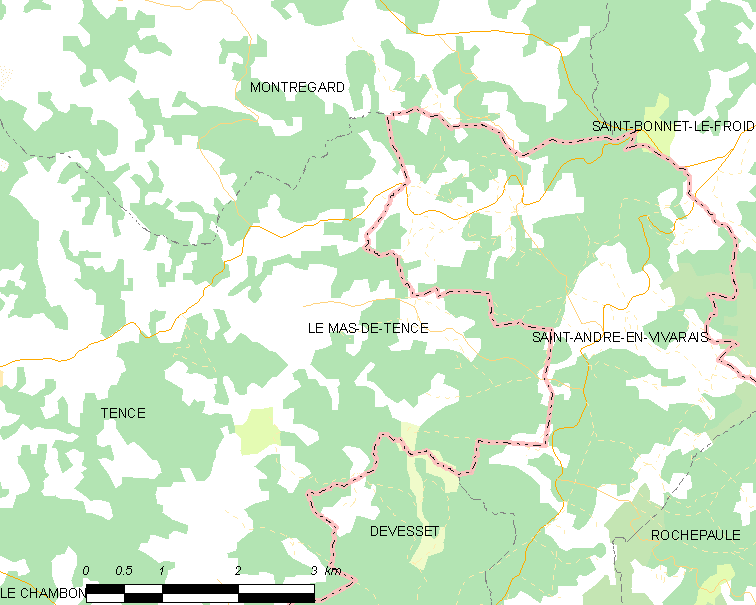
勒马斯德唐斯的OSM定位图

勒马斯德唐斯的时区为UTC+01:00、UTC+02:00（夏令时）。

## 行政
勒马斯德唐斯的邮政编码为43190，INSEE市镇编码为43129。

## 政治
勒马斯德唐斯所属的省级选区为布蒂耶尔县。

## 人口

1962-2008年间勒马斯德唐斯人口变化图示

勒马斯德唐斯于2022年1月1日时的人口数量为157人。